# مطار سانيا فينيكس الدولي
مطار سانيا فينيكس الدولية (بالإنجليزية: Sanya Phoenix International Airport) (إياتا: SYX، إيكاو: ZJSY) يقع في مدينة سانيا في جمهورية الصين الشعبية. صنف مطار سانيا فينيكس الدولية في المرتبة الثامنة عشر في الصين من حيث عدد الركاب عام 2011 وفقًا لإدارة الطيران المدني في الصين، حيث تعامل مع 10,361,821 راكب، وبلغ إجمالي حركة الطائرات (القادمة والمغادرة) 74,392 طائرة وقد بلغت كمية البضائع المنقولة عبر المطار 48,291 طن.

## شركات الطيران والوجهات

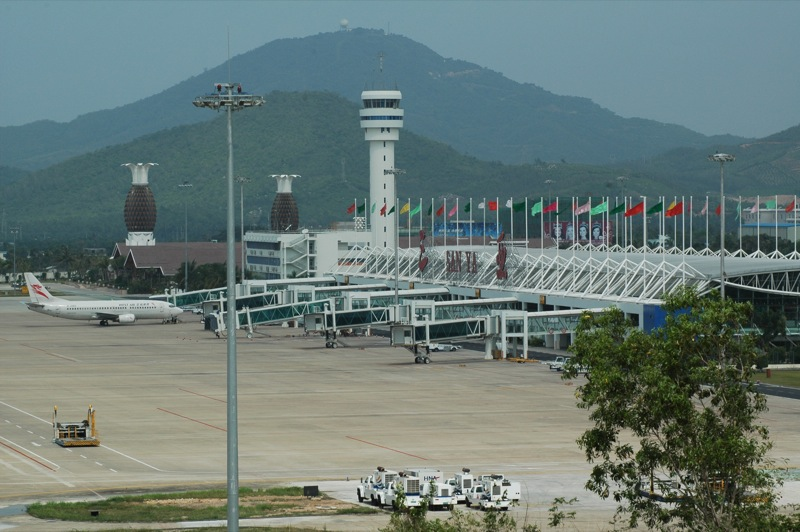
مبنى المطار

### الركاب
| شركـات طيـران            | الوجهات |
| ------------------------ | --- |
| 9 Air                    | مطار قوانغتشو باييون الدولي، مطار قوييانغ لونغدونغابو الدولي |
| Air Chang'an             | مطار زيجانغ، مطار شيان شيانيانغ الدولي، مطار ييتشانغ سانشيا |
| طيران الصين              | مطار بكين العاصمة الدولي، مطار تشنغدو شوانغليو الدولي، مطار جينغديو الجديد، مطار تيانجين الدولي |
| خطوط العاصمة بكين الجوية | مطار بكين داشينغ الدولي، مطار تشانغتشون الدولي، مطار تشانغشا هوانغوا الدولي، مطار تشنغدو شوانغليو الدولي، مطار فوتشو تشانغله الدولي، مطار قوييانغ لونغدونغابو الدولي، مطار هانغتشو شياوشان الدولي، مطار هاربين الدولي، مطار حيفي شينكياو الدولي، مطار هينغيانغ نانيوي، Heze، مطار هوهوت بايتا الدولي، مطار جينان الدولي، مطار نانتشانغ تشانغبى الدولي، مطار نانجينغ الدولي، مطار نانينغ الدولي، مطار نينغبو ليش الدولي، مطار شنيانغ الدولي، مطار شيجياتشوانغ تشنغدينغ الدولي، مطار تاييوان وسو الدولي، مطار تيانجين الدولي، مطار ووهان الدولي، Wuhu، مطار شيان شيانيانغ الدولي، مطار يشهون مينغيويشان، مطار تشنغتشو الدولي |
| Chengdu Airlines         | مطار تشانغشا هوانغوا الدولي، مطار تشنغدو شوانغليو الدولي، مطار شنيانغ الدولي، مطار تشنغتشو الدولي، مطار رينهواي ماوتاي |
| خطوط شرق الصين الجوية    | مطار بكين داشينغ الدولي، مطار داليان الدولي، مطار قويلين يانغ جيانغ الدولي، مطار كونمينغ جانغشوي الدولي، مطار يوتشو بيلين، مطار نانجينغ الدولي، مطار شانغهاي بودنغ الدولي، مطار تاييوان وسو الدولي، مطار ووهان الدولي، مطار سنن شوفانغ الدولي، مطار شيان شيانيانغ الدولي |
| طيران الصين اكسبرس       | مطار تشنغدو شوانغليو الدولي، مطار قوييانغ لونغدونغابو الدولي، مطار هوهوت بايتا الدولي، Yan'an |
| خطوط جنوب الصين الجوية   | مطار بكين داشينغ الدولي، مطار تشانغتشون الدولي، مطار تشانغشا هوانغوا الدولي، مطار تشونغتشينغ جيانغبى الدولي، مطار داليان الدولي، مطار أنديرا غاندي الدولي، مطار قوانغتشو باييون الدولي، مطار هانغتشو شياوشان الدولي، مطار هاربين الدولي، مطار جييانغ شاوشان، مطار كونمينغ جانغشوي الدولي، مطار نانجينغ الدولي، مطار شانغهاي بودنغ الدولي، مطار شنيانغ الدولي، مطار شينزين باوان الدولي، مطار أورومتشي الدولي، مطار ووهان الدولي، مطار ينتشوان خه دونغ، مطار ييوو، مطار تشنغتشو الدولي، Zhanjiang، مطار تشوهاى سانزو |
| China United Airlines    | مطار جينغديو الجديد |
| Chongqing Airlines       | مطار تشونغتشينغ جيانغبى الدولي |
| Donghai Airlines         | مطار نانتونغ شينغ دونغ |
| Fuzhou Airlines          | مطار قانتشو هوانتشين، مطار هاربين الدولي |
| Grand China Air          | مطار بكين العاصمة الدولي، مطار تشانغشا هوانغوا الدولي |
| طيران جي إكس             | مطار جينان الدولي |
| خطوط هاينان الجوية       | مطار بكين العاصمة الدولي، مطار تشانغتشون الدولي، مطار تشنغدو شوانغليو الدولي، مطار تشونغتشينغ جيانغبى الدولي، مطار داليان الدولي، مطار قوانغتشو باييون الدولي، مطار قويلين يانغ جيانغ الدولي، مطار قوييانغ لونغدونغابو الدولي، مطار هاندان، مطار هانغتشو شياوشان الدولي، مطار هاربين الدولي، مطار حيفي شينكياو الدولي، مطار هوهوت بايتا الدولي، مطار جينان الدولي، مطار لانتشو تشونغ تشوان، مطار نانتشانغ تشانغبى الدولي، مطار نانجينغ الدولي، مطار نانينغ الدولي، مطار جينجيانغ تشيوانتشو، مطار شنيانغ الدولي، مطار شينزين باوان الدولي، مطار تاييوان وسو الدولي، مطار تيانجين الدولي، مطار أورومتشي الدولي، مطار ووهان الدولي، مطار شيان شيانيانغ الدولي، مطار سوزهو جوانين، مطار ييتشانغ سانشيا، مطار يويانغ، مطار تشنغتشو الدولي |
| Hebei Airlines           | مطار بكين داشينغ الدولي، مطار نانتشانغ تشانغبى الدولي، مطار شيجياتشوانغ تشنغدينغ الدولي |
| خطوط هونغ كونغ الجوية    | مطار هونغ كونغ الدولي |
| خطوط جونياو الجوية       | مطار غينغادو جياودونغ الدولي، مطار شانغهاي هونغكياو الدولي، مطار شانغهاي بودنغ الدولي، مطار سنن شوفانغ الدولي |
| طيران لونج               | مطار هانغتشو شياوشان الدولي، مطار هاربين الدولي |
| خطوط لاكي الجوية         | مطار جينغديو الجديد، مطار كونمينغ جانغشوي الدولي، مطار تشنغتشو الدولي |
| خطوط طيران أوكاي         | مطار هانغتشو شياوشان الدولي، مطار هاربين الدولي، مطار لانتشو تشونغ تشوان، مطار نانينغ الدولي، مطار تيانجين الدولي |
| Qingdao Airlines         | مطار تشانغتشون الدولي، مطار يفانغ نانيوان |
| خطوط شاندونغ الجوية      | مطار جينان الدولي، مطار شيانغراو سانغينغشان |
| خطوط شانغهاي الجوية      | مطار شانغهاي هونغكياو الدولي، مطار شانغهاي بودنغ الدولي |
| خطوط شينزين الجوية       | مطار تشانغتشون الدولي، مطار هاربين الدولي، مطار هويزهو، مطار نانتونغ شينغ دونغ، مطار شنيانغ الدولي، مطار شينزين باوان الدولي، مطار ونزهو يونجقيانج الدولي، مطار يونتشنغ قوانقونغ |
| خطوط سيتشوان الجوية      | مطار بكين العاصمة الدولي، مطار تشانغتشون الدولي، مطار تشانغشا هوانغوا الدولي، مطار تشانغتشو بيننو، مطار تشنغدو شوانغليو الدولي، مطار تشونغتشينغ جيانغبى الدولي، مطار قويلين يانغ جيانغ الدولي، مطار قوييانغ لونغدونغابو الدولي، مطار هاربين الدولي، مطار جينان الدولي، مطار لانتشو تشونغ تشوان، مطار لوئهو يونلونغ، مطار ميانيانغ نانيجو، مطار نانجينغ الدولي، مطار نينغبو ليش الدولي، مطار شنيانغ الدولي، مطار تاييوان وسو الدولي، مطار أورومتشي الدولي، مطار ونزهو يونجقيانج الدولي، مطار شيان شيانيانغ الدولي، مطار شينينغ الدولي، مطار يبين واليانجي، مطار ينتشوان خه دونغ، مطار تشنغتشو الدولي |
| سبرينغ (شركة طيران)      | مطار شانغهاي بودنغ الدولي، مطار تيانجين الدولي |
| خطوط سوبارنا الجوية      | مطار شانغهاي بودنغ الدولي، مطار شانغينغ ليوجي |
| خطوط تيانجين الجوية      | مطار قوييانغ لونغدونغابو الدولي، مطار هينغيانغ نانيوي، مطار تيانجين الدولي، مطار أورومتشي الدولي، مطار ووهان الدولي، مطار شيان شيانيانغ الدولي، مطار زوني شينزهو |
| طيران التبت              | مطار تشنغدو شوانغليو الدولي، مطار لاسا الدولي، مطار زوني شينزهو |
| T'way Air                | مطار إنتشون الدولي |
| West Air ‏                | مطار تشونغتشينغ جيانغبى الدولي، مطار جينان الدولي، مطار جينجيانغ تشيوانتشو، مطار سوزهو جوانين |
| خطوط زيامن الجوية        | مطار تشانغشا هوانغوا الدولي، مطار فوتشو تشانغله الدولي، مطار هانغتشو شياوشان الدولي، مطار غينغادو جياودونغ الدولي، مطار تيانجين الدولي، مطار شيامن قاوتشي الدولي |

### الشحن
| شركـات طيـران     | الوجهات             |
| ----------------- | ------------------- |
| Tianjin Air Cargo | مطار شانغي سنغافورة |